# Guineu voladora de l'illa Santa Cruz
La guineu voladora de l'illa Santa Cruz (Pteropus nitendiensis) és una espècie de ratpenat de la família dels pteropòdids. És endèmica de Salomó. El seu hàbitat natural són les illes petites i els manglars. Està amenaçada per la caça furtiva, la destrucció d'hàbitat i els fenòmens meteorològics extrems.